# Stadion an der Kreuzeiche
Das Stadion an der Kreuzeiche ist ein Fußballstadion in der baden-württembergischen Stadt Reutlingen. Es ist die Heimat des SSV Reutlingen 05, der derzeit in der Oberliga Baden-Württemberg spielt. Des Weiteren trägt die American-Footballmannschaft der Reutlingen Eagles, 2014 in den SSV Reutlingen 05 eingegliedert und gegenwärtig in der Regionalliga (dritthöchste Spielklasse), ihre Heimspiele an der „Kreuzeiche“ aus.

## Geschichte
Erbaut wurde das „Stadion an der Kreuzeiche“ 1953. Die Haupttribüne wurde nach dem Spiel am 9. März 2002 gegen den 1. FSV Mainz 05 abgerissen, um Platz für einen 16,5 Mio. Euro teuren Neubau zu schaffen. Am 14. Januar 2003 wurde die neue Tribüne mit einem Spiel gegen den FC Bayern München eingeweiht. Die durch den Neubau entstandenen finanziellen Belastungen führten mit zur Lizenzverweigerung im Sommer 2003 und zum Absturz der Reutlinger in die Oberliga.

## Veranstaltungen
Die Anlage war Austragungsort von drei Frauenfußball-Länderspielen. Im Rahmen der Fußball-Europameisterschaft der Frauen 2001 fand ein Doppelspieltag statt. Dänemark besiegte Frankreich mit 4:3 sowie Norwegen und Italien trennten sich 1:1. Am 15. November 2003 schlug die deutsche Fußballnationalmannschaft der Frauen die Auswahl Portugals in der Qualifikation zur EM 2005 mit 13:0. Bis zum 19. November 2011 (17:0 gegen Kasachstan) war es der höchste Sieg der deutschen Frauen. Dies war auch das erste Länderspiel der Frauen, das in der Hauptsendezeit live (im Ersten) übertragen wurde.
Im Mai 2008 war die Sportstätte Austragungsort zweier Vorbereitungsspiele der Männer zur Fußball-Europameisterschaft 2008 zwischen Polen und Mazedonien sowie zwischen Polen und Albanien.
In der Hinrunde der 3. Fußball-Liga 2014/15 trugen die Stuttgarter Kickers aufgrund des Umbaus des Gazi-Stadions ihre Heimspiele in Reutlingen aus.
Im Juli 2016 war die „Kreuzeiche“ eines der zehn baden-württembergischen Stadien der U-19-Europameisterschaft. Es war Schauplatz von zwei Gruppenspielen.
In der Saison 2024 trägt die Stuttgart Surge zwei Heimspiele der European League of Football im Stadion an der Kreuzeiche aus.

## Länderspiele
- Frauen
  - 28. Juni 2001:  Frankreich –  Dänemark 3:4 (EM 2001, Gruppe B)
  - 28. Juni 2001:  Norwegen –  Italien 1:1 (EM 2001, Gruppe B)
  - 15. Nov: 2003:  Deutschland –  Portugal 13:0 (Qualifikation zur EM 2005)

- Männer
  - 27. Mai 2008:  Polen –  Mazedonien 1:1 (Freundschaftsspiel)
  - 27. Mai 2008:  Polen –  Albanien 1:0 (Freundschaftsspiel)

- U-19-Junioren
  - 14. Juli 2016:  Italien –  Österreich 1:1 (U-19-EM 2016, Gruppe A)
  - 17. Juli 2016:  Österreich –  Deutschland 0:3 (U-19-EM 2016, Gruppe A)

## Tribünen
Das Fußballstadion bietet insgesamt 15.228 Plätze.
- Haupttribüne: 5228 überdachte Sitzplätze
- Stehplätze: 10.000 unüberdachte Stehplätze, davon 1200 im Gästeblock, der durch einen Doppelzaun abgetrennt ist.

## Galerie

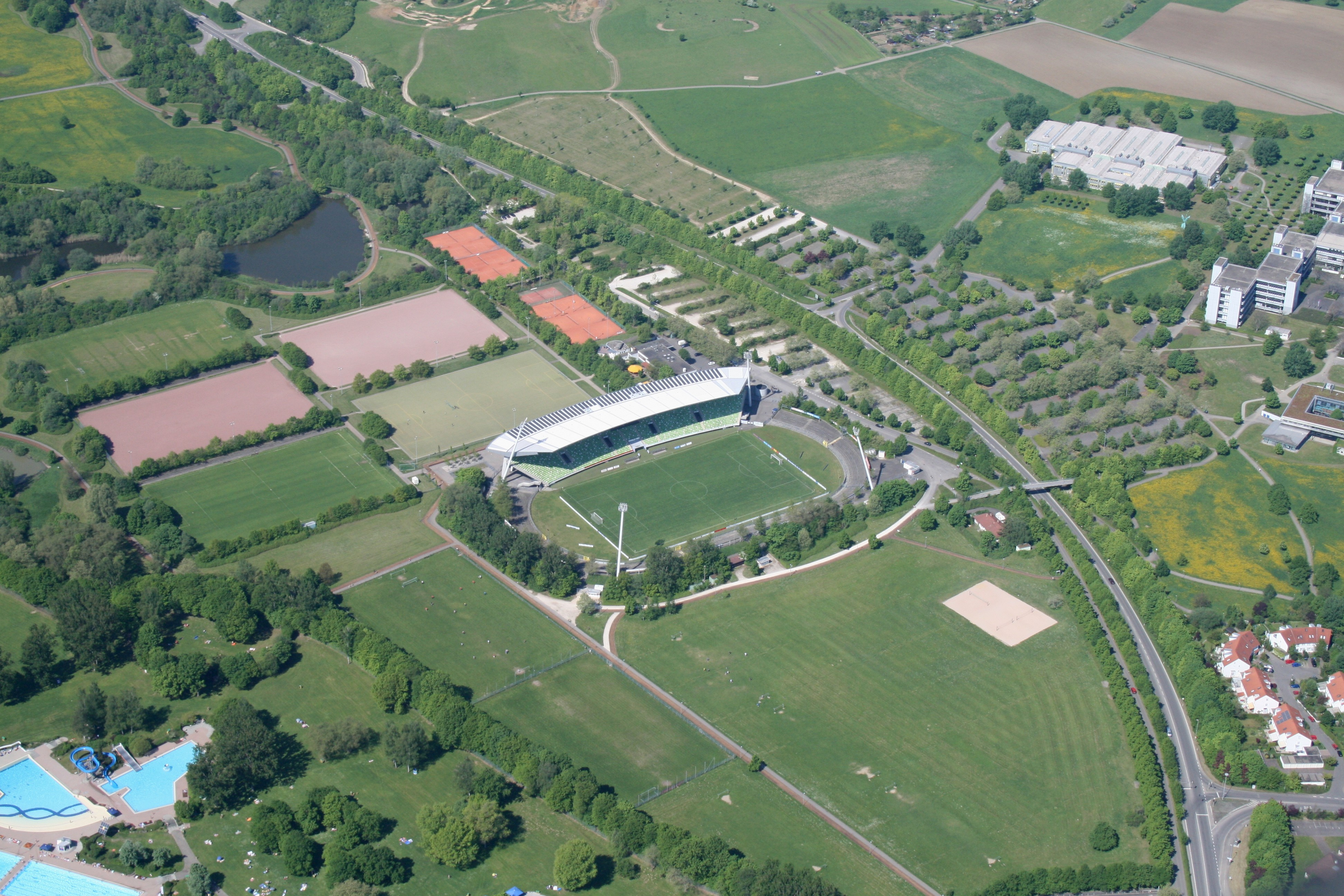
Um das Stadion liegen weitere Fußballplätze (Mai 2008)
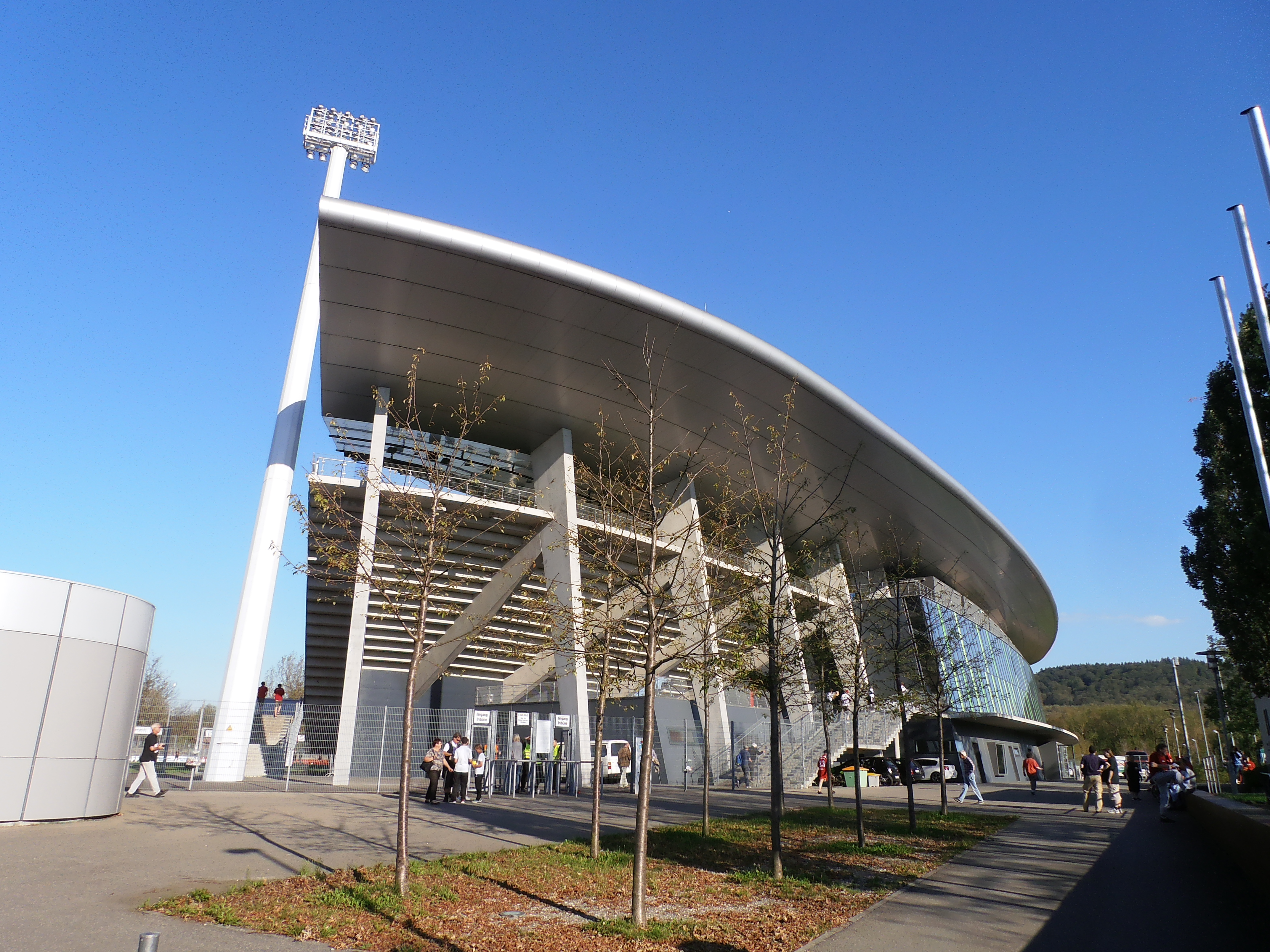
Rückseite der Haupttribüne im August 2013
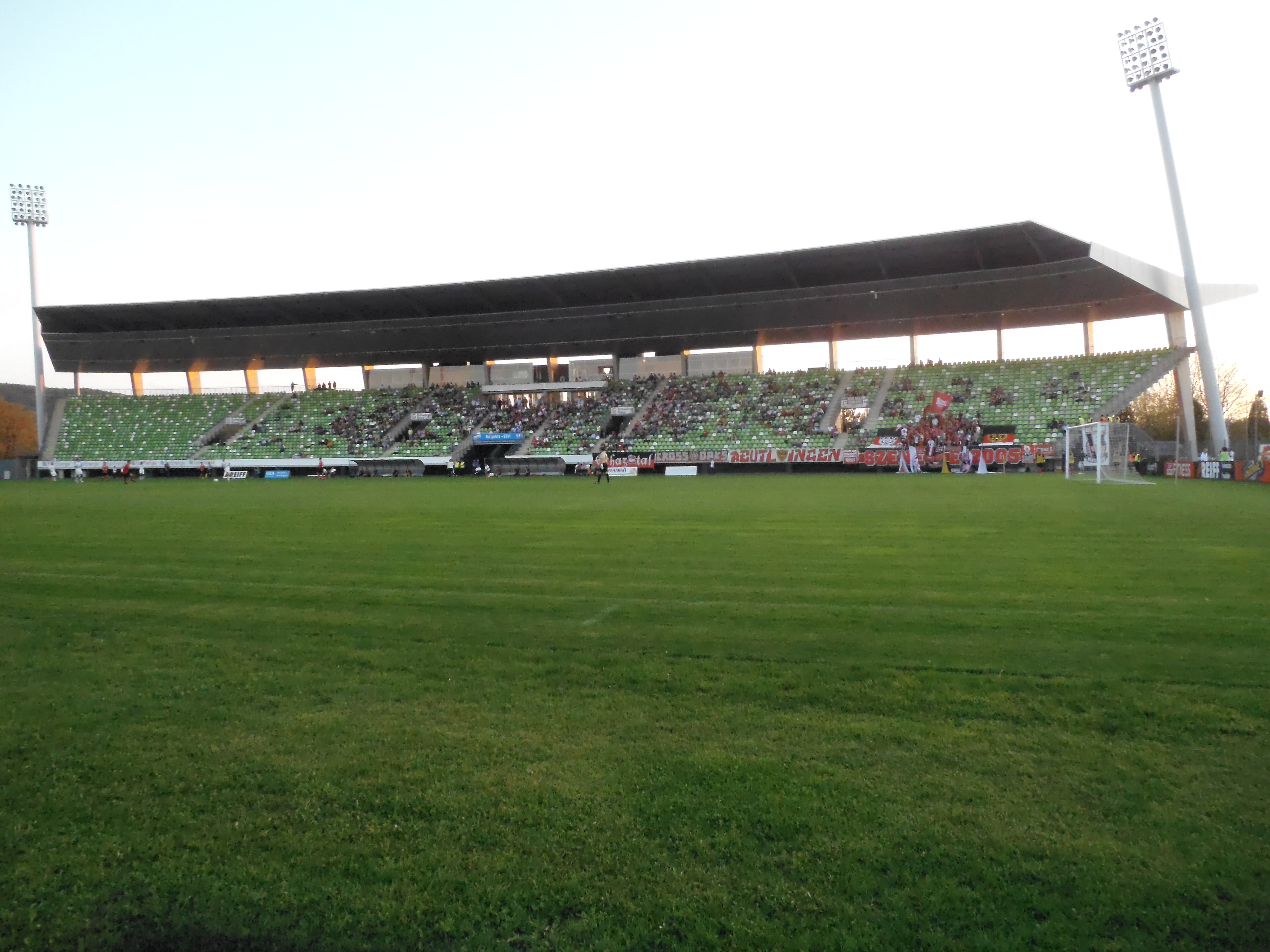
Die Haupttribüne im August 2013
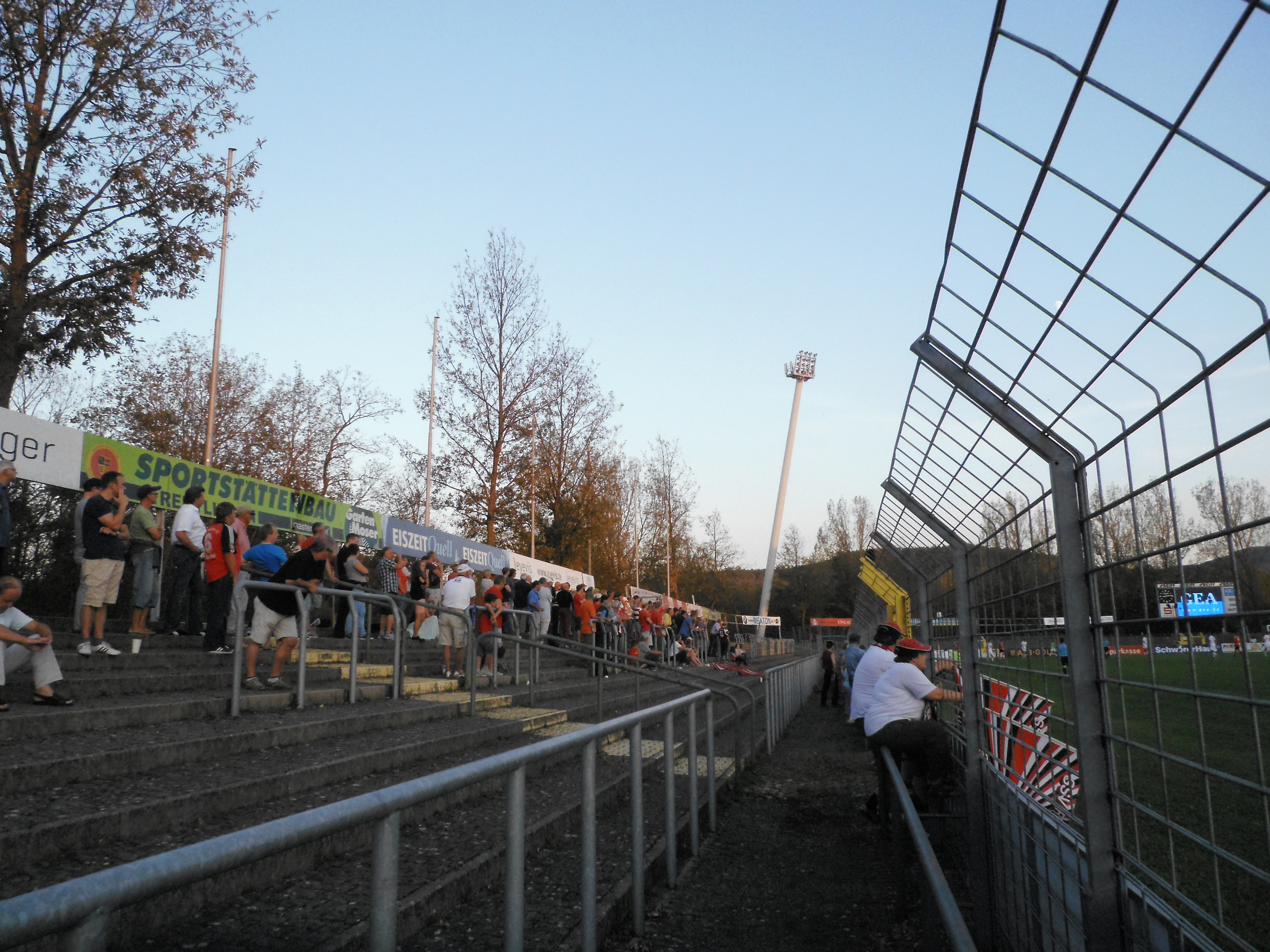
Die Gegentribüne im August 2013 bei einem Spiel gegen den FC Nöttingen